# Johann Leopold Krawinkel
Johann Leopold Krawinkel (* 7. Februar 1780 in Neustadt; † 30. Juli 1842 ebenda) war ein deutscher Strumpfwirker und Gründer des Unternehmens Leop. Krawinkel.

## Leben
Leopold wuchs unter harten Bedingungen in Neustadt auf. Die kargen Erträge von den meist steinigen Äckern, zu denen Kartoffeln, Hafer und Buchweizen zählten, waren die einzigen Erzeugnisse des Bodens. Die Gegend war im Vergleich zu den landwirtschaftlich besser gelegenen Gebieten des Siegkreises und des Rheinlands nicht sehr attraktiv, weshalb es auch den Namen „Haferspanien“ erhielt. Aufgrund der beschwerlichen Wege über Berg und Tal, erwiesen sich Spinnen, Weben und Wirken als am ehesten zum Erwerb des Lebensunterhalts geeignet. Leopold musste sich aufgrund der schlechten finanziellen Verhältnisse um einen Nebenerwerb bemühen, um durch seinen Verdienst seine Eltern bei der Ernährung seiner sieben jüngeren Geschwister zu unterstützen.
Am 15. Dezember 1806, einen Tag nach seiner Hochzeit, nahm er zusammen mit seiner Frau die Arbeit als Strumpfwirker auf. Die mit ihm einige Jahre verlobt gewesene Regine Köster half ihm das Geschäft aus dem dürftigen Anfang emporzubringen. Das Ehepaar hatte mit Moritz Leopold, Amalie und Friedrich drei Kinder. Schon bald stellte Leopold im sogenannten Verlagssystem Wirkstühle bei kleinbäuerlichen Heimwirkern in der Nachbarschaft auf. Aufgrund der guten Qualität fanden sie bald neue Absatzmärkte. Leopold Krawinkel kauft die Wolle selbst ein, die Frauen und Mädchen anschließend zu Garn versponnen. Dieses wurde kunstgerecht gezwirnt und in der Fertigware in einfacher Weise gewalkt.
Johann Leopold Krawinkel starb am 30. Juli 1842 nach schwerer Krankheit.